# Ланкаширская лига
Ланкаширская лига (англ. Lancashire League) — название, которое используется для обозначения двух различных соревнований, в которых принимали участие (и принимают сейчас) клубы из Северной Англии.

## Ланкаширская лига (1889—1903)
Изначально Ланкаширская лига была основана в 1889 году вследствие успеха Футбольной лиги, которая появилась всего годом ранее. Инициаторами создания нового соревнования стали представители «Бери», которые хотели, чтобы региональное соревнование способствовало подготовке местных клубов к вступлению в Футбольную лигу.
Хотя большая часть клубов действительно представляла Ланкашир, в лигу также входило несколько команд из соседнего Чешира, в течение двух сезонов в лиге выступал «Уоркингтон», представлявший Камберленд. Также делал заявку на вступление в лигу йоркширский «Донкастер Роверс».
Лига просуществовала четырнадцать лет, а перед сезоном 1903/1904 годов стала Вторым дивизионом Ланкаширской комбинации. На тот момент в Ланкаширской лиге играли более сильные клубы этих двух лиг, а потому спустя несколько лет многие её команды стали лидерами Ланкаширской комбинации.
В состав Ланкаширской лиги входили многие клубы, позднее выступавшие в Футбольной лиге. Среди них «Аккрингтон Стэнли», «Бери», «Блэкпул», «Кру Александра», «Ливерпуль», «Нельсон», «Нью-Брайтон Тауэр», «Саутпорт Сентрал» и «Стокпорт Каунти».

## Чемпионы Ланкаширской лиги (1889—1903)
| Сезон     |                   |
| --------- | ----------------- |
| 1889/1890 | Хайер Уолтон      |
| 1890/1891 | Бери              |
| 1891/1892 | Бери              |
| 1892/1893 | Ливерпуль         |
| 1893/1894 | Блэкпул           |
| 1894/1895 | Фэрфилд           |
| 1895/1896 | Нельсон           |
| 1896/1897 | Чорли             |
| 1897/1898 | Нью-Брайтон Тауэр |
| 1898/1899 | Чорли             |
| 1899/1900 | Стокпорт Каунти   |
| 1900/1901 | Стэлибридж Роверс |
| 1901/1902 | Дарвен            |
| 1902/1903 | Саутпорт Сентрал  |

## Ланкаширская лига (с 1939)
Вторая Ланкаширская лига была основана в 1939 году и существует по сей день. Лига изначально включала в себя молодёжные команды ланкаширских клубов. Однако, после первого же сезона, турнир был отменён в связи с началом Второй мировой войны. В 1949 году лига была восстановлена и в течение следующих почти пятидесяти лет была турниром, в котором принимали участие, в основном, молодёжные команды клубов, базирующихся в Ланкашире. Большую часть времени лига состояла из двух дивизионов, хотя в течение нескольких сезонов в конце пятидесятых годов дивизионов было даже три. Позднее к розыгрышу подключились также резервные команды некоторых команд, однако, так как Футбольная лига в недавнем прошлом взяла на себя проведение турниров среди молодёжных команд, в настоящее время Ланкаширская лига представляет собой соревнование для резервных команд клубов, не входящих в состав Футбольной лиги.